# Cido Arena
Cido Arena es un velódromo-pabellón para la práctica de deportes y entretenimiento ubicado en la ciudad de Panevėžys, Lituania. Tiene capacidad hasta para 7000 espectadores. El pabellón es local para el equipo de baloncesto de BC Lietkabelis, que participa en las competiciones de LKL y BBL. En él se disputarán los partidos del Grupo A del EuroBasket 2011.

## Enlaces
- Web ofial

- Datos: Q693075
- Multimedia: Cido Arena / Q693075